# Kamp Hilvarenbeek
Kamp Hilvarenbeek, ook wel Kamp 433 NAD genoemd, was een werkkamp van de Nederlandse Arbeidsdienst in Hilvarenbeek, Noord-Brabant.
Het kamp werd opgericht op 10 juli 1941 in de buurtschap Westerwijk, plaatselijk bekend onder de naam Bunthorst.
Het kamp stond ook bekend onder de naam Jeroen Bosch.
Doel van de dienst was het opleiden van mannen voor het graven van tankvallen en loopgraven.
De reis naar het kamp ging meestal per trein. Vanaf station Tilburg moesten de jongens over de provinciale weg naar Hilvarenbeek lopen. Het kamp lag bij de bossen, om het kamp was een 2 meter hoge muur met prikkeldraad.
Het kamp lag op de Bunte in de Kleine Westerwijk. Als je in de Klein Westerwijksestraat bij de ‘Eksterhoeve’ naar het noorden afdraait kom je in het Schaapstraatje. Als je na 200 meter het Heiligstraatje oversteekt zie je even verderop links de hogere 'Bunten' liggen, aan de zuidrand van de Beekse Bergen.
De kampbewoner werd arbeidsman genoemd. Hij kreeg een donkergroen kampuniform. Het eten was minimaal, en de sfeer nog slechter. Er werd veel geschreeuwd en gevloekt.
De training bestond o.a. uit excerceren, maar niet met geweer, maar met een schop.
Gegraven werd er o.a. om de sterk meanderende beek de Reusel te kanaliseren en werd er een vijver bij het klooster gegraven.
In 1944 kwamen er geruchten dat de kampbewoners naar het Duitse front gestuurd zouden worden doch voordat dit gebeurde werd het kamp gesloten. Kees Verbeek, die kort daarvoor ontsnapt was en naar het Noorden was gegaan, had pech, want daar duurde de bezetting nog enkele maanden. De meeste kampbewoners die vrij werden gelaten, zijn in bevrijd Nederland gebleven.
Almere · Beugelen · Kamp De Bruine Enk · Dobbendal · Eerde · Heitraksgoor · Hilvarenbeek · Hooghalen · Havelte · Kloosterhaar · Nuis · Overbroek · De Pieterberg · De Rips · Ronde Huis · Schoonloo · De Vecht · Vledder · Vosseveld · Waterloo (Lisiduna) · Wierden I · Wyldemerk